# Garlin
Garlin is een gemeente in het Franse departement Pyrénées-Atlantiques (regio Nouvelle-Aquitaine). De plaats maakt deel uit van het arrondissement Pau. Garlin telde op 1 januari 2022 1.331 inwoners.
In de negentiende eeuw was de graanteelt belangrijk in de streek. Op de markt van Garlin, gehouden op woensdagen en zaterdagen, werd veel graan verhandeld.

## Geografie
De oppervlakte van Garlin bedroeg op 1 januari 2022 18,3 vierkante kilometer; de bevolkingsdichtheid was toen 72,7 inwoners per km².

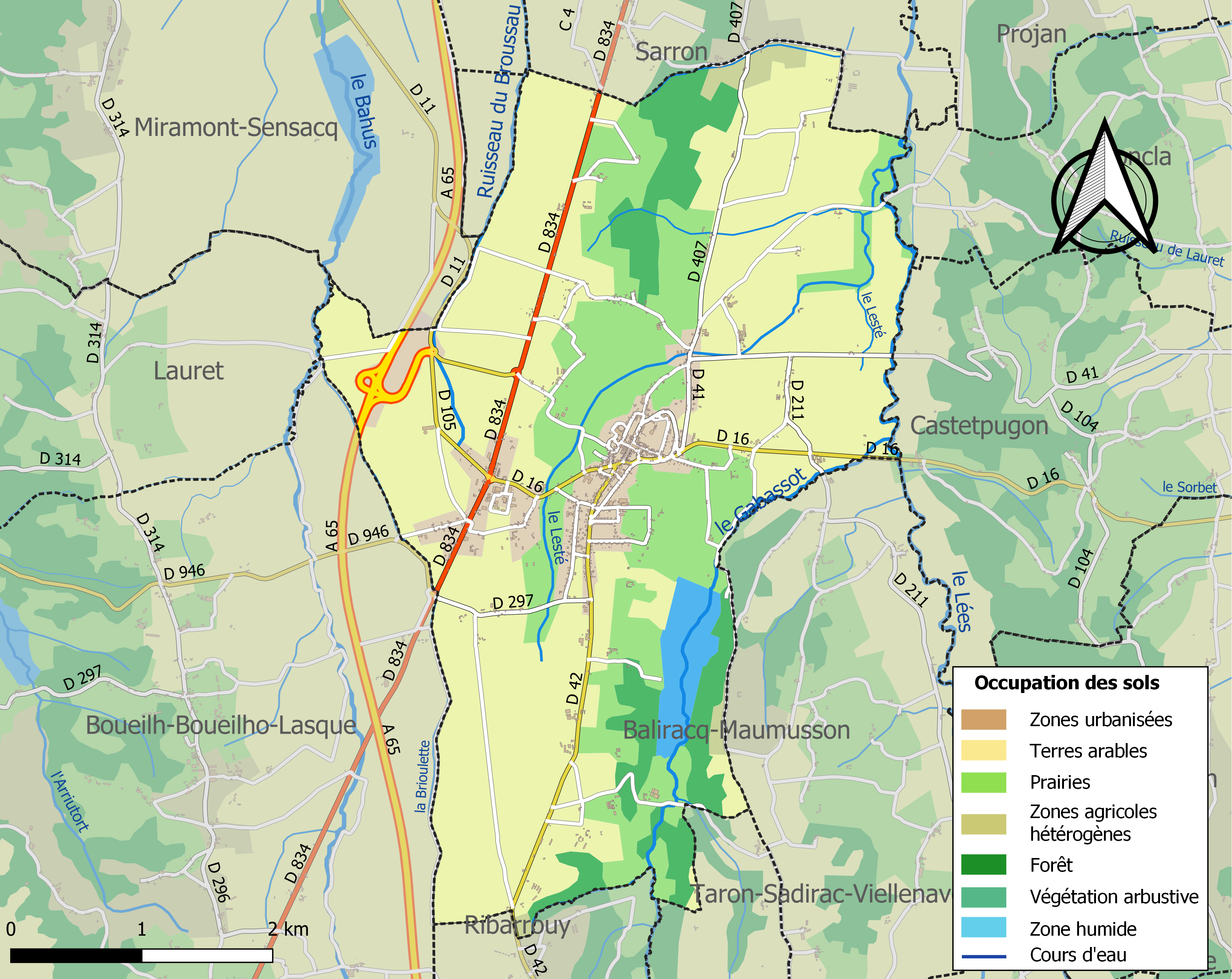
Kaart van de gemeente met belangrijkste infrastructuur, bodemgebruik en omliggende gemeenten

## Demografie
Onderstaande figuur toont het verloop van het inwonertal (bron: INSEE-tellingen).

## Geboren
- Henry Peploski (1905-1982), honkballer